# Lee Pace
Pour les articles homonymes, voir Pace.
Lee Pace est un acteur américain, né le 25 mars 1979 à Chickasha (Oklahoma).
Il exerce son métier aussi bien pour la télévision que pour le cinéma ou le théâtre. C'est à son premier rôle dans la série d'ABC, Pushing Daisies, qu'il doit sa notoriété montante avec une nomination aux Golden Globes en 2008. Au cinéma, il est surtout connu pour avoir incarné Thranduil le roi des elfes dans la trilogie Le Hobbit, première partie de la saga Le Seigneur des Anneaux, Ronan L'Accusateur dans Les Gardiens de la Galaxie et Frère au Grand Jour (Brother Day) dans la série Foundation.

## Biographie
Lee Pace est né à Chickasha, une petite ville de l'Oklahoma. Enfant, il a passé plusieurs années en Arabie saoudite (son père travaillant dans l'industrie du pétrole), avant de rejoindre Houston au Texas.
Il est diplômé de la Klein High School en 1997. Il voyage alors en Inde avec seulement 4 $ par jour pendant quelques mois. À son retour il déménage à New York et entre à la Juilliard School, dont il sort diplômé en art dramatique en 2001. Les acteurs Tracie Thoms et Anthony Mackie comptaient parmi ses camarades de classe à Juilliard. Lee a deux jeunes frères et sœurs, Will et Sally. Il demeure également très ami avec Matt Bomer, qu'il connaît depuis le lycée.
En juin 2018, il fait alors son coming-out queer à travers une interview donnée au New York Times. Il révèle en 2022 être marié à son partenaire Matthew Foley, et exprime son souhait d’avoir des enfants dans le futur.

## Carrière

### Théâtre
En 2001 et 2002, il joue dans plusieurs pièces de théâtres dont The Credeaux Canvas et The Fourth Sister.
En 2004, il est choisi pour interpréter Hakija dans la pièce de Craig Lucas Small Tragedy, prestation pour laquelle il a été nommé aux Lucille Lortel Awards.
En 2006, il participe à la pièce de théâtre Guardians de Peter Morris, ce qui lui vaut à nouveau une nomination pour les Lucille Lortel Awards dans la catégorie « meilleur acteur ».
En 2011, Lee Pace fait ses débuts sur la scène de Broadway dans The Normal Heart au Golden Theater. Par la suite, il joue le compositeur italien Vincenzo Bellini dans la pièce Golden Age en 2012, au Manhattan Theatre Club.
En 2018, il rejoint le casting de la pièce "Angels in America", au Neil Simon Theater, écrite par Tony Kushner, remplaçant ainsi l'acteur Russell Tovey en interprétant le rôle d'un mormon républicain n'assumant pas son homosexualité (Joe Pitt).

### Cinéma
Deux ans après avoir été diplômé de Julliard School, Lee Pace obtient l'un des rôles principaux dans le film Soldier's Girl et incarne Calpernia Addams. Tiré d'une histoire vraie, ce film raconte l'histoire d'amour entre Calpernia, une femme trans vedette d'un night-club, et un soldat américain. Son interprétation est remarquée et lui vaut de nombreuses nominations, dont une aux Golden Globes, et une récompense aux Gotham Awards.
Lee a révélé que ce rôle fut un véritable défi, alors qu'il sortait tout juste de l'école d'art dramatique : « Pas même mon excellente formation à Julliard ne m'avait préparé à ce premier rôle, où je devais jouer une transsexuelle qui tombe amoureuse d'un militaire dans Soldier's Girl. Et j'étais ce gars-là, un gamin dégingandé d'1,90 m qui venait de Chickasa, en Oklahoma, et qui n'avait aucune idée de comment faire pour devenir une femme. Donc j'ai regardé des documentaires sur les transsexuels, j'ai perdu 11 kg, et j'ai porté des prothèses en faux seins et en fausses hanches pour devenir ce personnage. Il y avait des fois où je me regardais dans le miroir et je me disais "Qu'est-ce que je suis en train de faire ? Mon père va me tuer !" Mais la raison pour laquelle je me suis engagé à devenir acteur, c'est d'être capable de jouer des rôles aussi complexes et inspirants que celui-ci. Je joue une transsexuelle, et j'ai la chance de pouvoir aider les gens à changer de point de vue sur les autres, et c'est quelque chose d'important. Je joue un bandit fanfaron dans mon prochain film, mais je serai toujours fier de Soldier's Girl. »
Tarsem Singh lui offre l'année suivante le rôle principal dans The Fall après avoir vu Soldier's Girl. À la demande de Tarsem, Lee Pace se fait passer pour un acteur véritablement tétraplégique. Seul Tarsem et la costumière du film savaient qu'en réalité Lee est valide. Ce stratagème a été utilisé pour faciliter et rendre plus authentique le jeu de la jeune Catinca Untaru.
Le 30 avril 2011, Lee est choisi par Peter Jackson lui-même pour jouer le roi elfe Thranduil dans sa nouvelle trilogie, adaptation du roman du JRR Tolkien Le Hobbit. Le réalisateur a confié qu'il a toujours voulu Lee pour ce rôle après l'avoir vu dans le film The Fall.

### Télévision
En 2004, il joue Aaron Tyler dans Wonderfalls. Acclamée par la critique, la série n'est cependant pas renouvelée et s'arrête au bout de 13 épisodes.
De 2007 à 2009, il tient le premier rôle dans la série à succès Pushing Daisies. Il est nommé à de nombreuses reprises pour son interprétation du timide pâtissier Ned. La série diffusée sur ABC s'étend sur deux saisons, et a réuni une large communauté de fans.
En 2013, il participe à la série Halt and Catch Fire et campe le rôle de Joe MacMillian, un visionnaire qui ne manque pas de ressources et d'ambition au début des années 1980, à l'époque de la révolution informatique. Produite par AMC, la série a été renouvelée pour quatre saisons.
Le 22 octobre 2019, il a été annoncé qu'il a été choisi pour incarner Frère au Grand Jour (Brother Day), l'actuel Empereur de la Galaxie, dans la série Foundation, en même temps que l'annonce du choix de Jared Harris pour incarner le mathématicien Hari Seldon.

## Filmographie

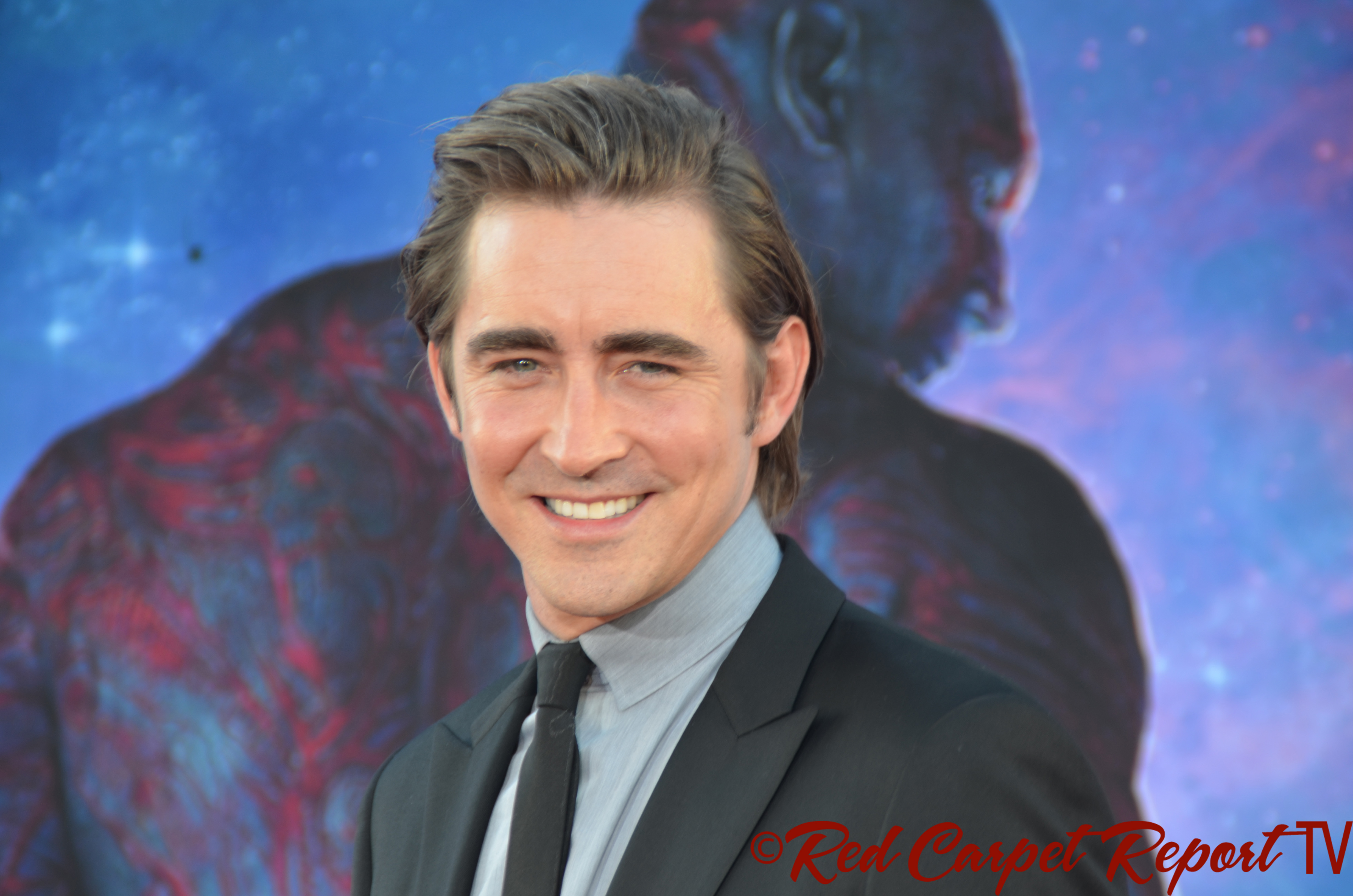
Lee Pace à l'une des avants premières du film Les Gardiens de la Galaxie.

### Cinéma
- 2005 : La Comtesse Blanche (The White Countess) de James Ivory : Tom Craine
- 2006 : Scandaleusement célèbre (Infamous) de Douglas McGrath : Dick Hickock
- 2006 : The Fall de Tarsem Singh : Roy Walker
- 2006 : Raisons d'État (The Good Shepherd) de Robert De Niro : Richard Hayes
- 2008 : Polar Bear Man (court métrage)
- 2008 : Miss Pettigrew (Miss Pettigrew Lives for a Day) de Bharat Nalluri : Michael
- 2009 : A Single Man de Tom Ford : Grant
- 2009 : Possession de Joel Bergvall et Simon Sandquist : Roman
- 2010 : C'était à Rome (When in Rome) de Mark Steven Johnson : Brady Sacks
- 2010 : Marmaduke de Tom Dey : Phil Winslow
- 2010 : Le Fiancé de trop (Ceremony) de Max Winkler : Whit Coutell
- 2011 : La Locataire (The Resident) d'Antti Jokinen : Jack
- 2012 : 30 Beats d'Alexis Lloyd : Matt
- 2012 : Twilight, chapitre V : Révélation, 2e partie (The Twilight Saga : Breaking Dawn - Part 2) de Bill Condon : Garrett, un nomade américain
- 2012 : Le Hobbit : Un voyage inattendu (The Hobbit : An Unexpected Journey) de Peter Jackson : Thranduil
- 2012 : Lincoln de Steven Spielberg : Fernando Wood
- 2013 : Le Hobbit : La Désolation de Smaug (The Hobbit : The Desolation of Smaug) de Peter Jackson : Thranduil
- 2014 : Les Gardiens de la Galaxie (Guardians of the Galaxy) de James Gunn : Ronan l'Accusateur[7]
- 2014 : Le Hobbit : La Bataille des Cinq Armées (The Hobbit : The Battle of the Five Armies) de Peter Jackson : Thranduil
- 2015 : The Program de Stephen Frears : Bill Stapleton
- 2017 : The Book of Henry de Colin Trevorrow : David
- 2017 : Revolt de Joe Miale : Bo
- 2017 : Les Heures retrouvées (The Keeping Hours) de Karen Moncrieff : Mark
- 2018 : Driven de Nick Hamm : John DeLorean
- 2018 : The Party's Just Beginning de Karen Gillan : Dale
- 2019 : Captain Marvel d'Anna Boden et Ryan Fleck : Ronan l'Accusateur
- 2022 : Bodies Bodies Bodies de Halina Reijn : Greg
- 2025 : The Running Man d'Edgar Wright : Evan McCone

### Télévision

#### Séries télévisées
- 2002 : New York, unité spéciale (Law and Order : Special Victims Unit) (saison 3, épisode 18) : Benjamin Tucker
- 2004 : Wonderfalls : Aaron Tyler
- 2007-2008 : Pushing Daisies : Ned
- 2014-2017 : Halt and Catch Fire : Joe MacMillan
- 2015 : The Mindy Project : Alex Eakin
- 2019 : Flying Tiger, saison 2, épisode 1 : Sam Colin
- 2021-2023 : Foundation : Frère au Grand Jour (Brother Day), Empereur de la Galaxie

#### Téléfilms
- 2003 : Soldier's Girl de Frank Pierson : Calpernia Addams
- 2011 : The Miraculous Year de Kathryn Bigelow : Frank Moss

## Distinctions

### Récompenses
- 2003 : Gotham Independent Film Awards du meilleur espoir dans un téléfilm pour Soldier's Girl
- Berlinale 2007 : Ours d'argent de la meilleure distribution pour Raisons d'État partagé avec John Sessions, Oleg Stefan, Martina Gedeck, Michael Gambon, John Turturro, Keir Dullea, Eddie Redmayne, Mark Ivanir, Timothy Hutton, Joe Pesci, Robert De Niro, Matt Damon, Gabriel Macht, Alec Baldwin, Angelina Jolie, Billy Crudup, William Hurt et Tammy Blanchard.
- 2008 : Online Film & Television Association Awards du meilleur acteur dans une série télévisée comique pour Pushing Daisies
- Detroit Film Critics Society Awards 2014 : Meilleure distribution pour Les Gardiens de la Galaxie partagé avec Chris Pratt, Zoe Saldana, Dave Bautista, Vin Diesel, Bradley Cooper, Michael Rooker, Karen Gillan, Djimon Hounsou, John C. Reilly, Glenn Close, Benicio Del Toro, Laura Haddock, Sean Gunn, Peter Serafinowicz et Christopher Fairbank.
- Nevada Film Critics Society Awards 2014 : Meilleure distribution pour Les Gardiens de la Galaxie

### Nominations
- Satellite Awards 2007 : Meilleur acteur dans une série musicale ou comique pour Pushing Daisies
- 2008 : Gold Derby Awards du meilleur acteur comique dans une série télévisée comique, meilleur espoir masculin dans une série télévisée comique pour Pushing Daisies
- Primetime Emmy Awards 2008 : Meilleur acteur dans une série comique pour Pushing Daisies
- Satellite Awards 2008 : Meilleur acteur dans une série musicale ou comique pour Pushing Daisies
- Saturn Awards 2008 : Meilleure actrice dans une série télévisée comique pour Pushing Daisies
- 2009 : Gold Derby Awards du meilleur acteur comique dans une série télévisée comique pour Pushing Daisies
- 2009 : Online Film & Television Association Awards du meilleur acteur dans une série télévisée comique pour Pushing Daisies
- 2010 : Gold Derby Awards du meilleur acteur comique dans une série télévisée comique pour Pushing Daisies
- 2012 : Awards Circuit Community Awards de la meilleure distribution pour Lincoln partagé avec Daniel Day-Lewis, Tommy Lee Jones, Sally Field, David Strathairn, John Hawkes, Joseph Gordon-Levitt, Hal Holbrook, Joseph Cross, James Spader et Jackie Earle Haley.
- 2013 : Gold Derby Awards de la meilleure distribution pour Lincoln
- Central Ohio Film Critics Association Awards 2015 : Meilleure distribution pourLes Gardiens de la Galaxie partagé avec Chris Pratt, Zoe Saldana, Dave Bautista, Vin Diesel, Bradley Cooper, Michael Rooker, Karen Gillan, Djimon Hounsou, John C. Reilly, Glenn Close, Benicio Del Toro, Laura Haddock, Sean Gunn, Peter Serafinowicz et Christopher Fairbank.
- 2022 : Critics' Choice Super Awards du meilleur acteur dans une série télévisée dramatique pour Foundation

### Théâtre
- 2001 : The Credeaux Canvas de Keith Bunin : Winston [8]
- 2002 : The Fourth Sister de Janusz Glowacki : Kostia and Lonia [9]
- 2004 : Small Tragedy de Craig Lucas : Hajika [10]
- 2011 : The Normal Heart de Larry Kramer : Bruce Niles
- 2012 : Golden Age de Terrence McNally : Vincent Bellini[11]
- 2018 : Angels in America de Tony Kushner : Joe Pitt

### Publicités
- 2011 : Tiffany & Co. avec Laetitia Casta

## Voix françaises
En France
| - Anatole de Bodinat dans : - Le Hobbit : La Désolation de Smaug - Le Hobbit : La Bataille des Cinq Armées - The Program - Driven - Foundation (série télévisée) - Damien Boisseau dans : - Pushing Daisies (série télévisée) - Marmaduke - Le Fiancé de trop - La Locataire - Twilight, chapitre IV : Révélation - The Mindy Project (série télévisée) - Gilles Morvan dans : - Les Gardiens de la Galaxie - The Book of Henry - Captain Marvel | - Alexis Victor dans : - La Comtesse Blanche - Miss Pettigrew et aussi - Laurent Morteau dans New York, unité spéciale (série télévisée) - Fabrice Némo dans Wonderfalls (série télévisée) - Ludovic Baugin dans Scandaleusement célèbre - Adrien Antoine dans Raisons d'État - Éric Ruf dans Lincoln - Pierre Lognay (Belgique) dans Halt and Catch Fire (série télévisée) - Alexandre Coadour dans Revolt - Xavier Fagnon dans Les Heures retrouvées - Steve Driesen (Belgique) dans Bodies Bodies Bodies |

Au Québec
| - Patrice Dubois dans : - Miss Pettigrew et le jour de sa vie - Marmaduke - La Résidente - Le Livre d'Henry | - Christian Perrault dans : - Les Gardiens de la Galaxie - Capitaine Marvel et aussi - Gilbert Lachance dans Possession |